# Saint Mesmin
Ne doit pas être confondu avec Mesmin l'Ancien.
Saint Mesmin, dit aussi Memorius ou Nemorius est un saint martyr catholique tué par les troupes d'Attila en 451.

## Légende
Le diacre Memorius - également orthographié Nemorius - serait mort martyr dans l'actuelle ville de Saint-Mesmin. D'après les Œuvres Inédites de Pierre Jean Grosley il existerait une succincte « Vie de saint Mémin ». Le diacre qui aurait été envoyé avec Camélien son sous-diacre à la tête d'une délégation « revêtu des habits de son ordre, et portant le texte de l'évangile, accompagné de sept jeunes clercs, avec la croix à leur tête, au devant du détachement qu'envoyait Attila à son arrivée de Metz, pour soumettre la ville de Troyes à son obéissance et s'y assurer le passage de la Seine alors réunie en un seul lit » par Loup, évêque de Troyes. Mais Attila fait massacrer les ambassadeurs, faisant de Mesmin un martyr. Camélien (479-525), lui, survit à ses blessures et va devenir le successeur de saint Loup comme évêque de Troyes.,
Grosley rapporte dans le premier volume de ses éphémérides une version de la mort de Memorius qui comporte la mort d'un général hun : « Les rayons du soleil, qui donnaient sur les textes (évangiles), frappèrent, par réverbération, les yeux d'un cheval, monté par un des généraux de l'armée, parent d'Attila : ce cheval s'emporta et renversa son maître qui fut tué. Attila, furieux de cet accident, s'écria que ces gens-là étaient des magiciens, et il ordonna leur mort : on les arrêta, et ils furent égorgés sur le bord du grand chemin ».
« At il le extracto gladio amputavit caput ejus (Memorii) » dit un manuscrit latin du président Bouhier à la bibliothèque de Dijon cité par Gustave Lapérouse, c'est-à-dire qu'il fut décapité.
Dans une série d'articles publiés dans L'Est Eclair dans les années 1950, un historien local a accrédité l'existence d'un campement de Huns à la limite de Vallant Saint Georges, lieu-dit Fonds du Pilori et le Tomini, où aurait été inhumé un personnage important, (« avec son épée d'or » d'après la tradition locale) même si l'hypothèse du passage d'Attila par Saint-Mesmin ne cadre pas avec ses déplacements connus. Selon d'autres, ce même camps aurait été celui du général romain Aetius.
Jean Charles Courtalon-Delaistre donne la version la plus compliquée et détaillée de la mort de Mémorius, il y accomplit notamment un miracle, et fait dire à Attila que Memorius était un vieillard lors des faits.
Il aurait été décapité à un lieu autrefois marqué par une chapelle, à l'est du village, entre la Seine et la route de Rilly-Sainte-Syre. Saint Mesmin serait un saint céphalophore : après sa mort Memorius auraient ramassé sa tête et marché jusqu'à l'actuelle église du village où sont ses reliques. Sous les noms de saint Memor jusqu'à la Renaissance, ou Mémier, il existait une crypte où reposaient les reliques de saint Mesmin, et qui fut un lieu de pèlerinage, spécialement le 7 septembre, date à laquelle le Martyrologe romain fait mention du martyre de Memorius.

Gustave Lapérouse donne une version différente :
« ...les reliques de Memorius et de ses compagnons, retirées, depuis, de la Seine où on les avait jetées, furent pieusement recueillies par les soins de saint Loup, dans des cercueils de pierre, et déposées dans une chapelle, sur le lieu même de leur martyre, qui est devenu le village de Saint-Mesmin.

L'emplacement de cet événement mémorable est encore marqué par les ruines de la Chapelatte, qui ne forment plus aujourd'hui qu'un tertre gazonné, surmonté d'une croix, au sud de Saint-Mesmin, à peu de distance de la Seine. Plus tard, sans que la tradition donne de ce déplacement une autre cause qu'une cause superstitieuse, et peut-être pour les mettre à l'abri de toute inondation, on a transféré les corps de ces saints martyrs dans une autre chapelle située à l'ouest du village, près de la station actuelle du chemin de fer ; cette chapelle a elle-même été détruite. Les tombes qui avaient renfermé les reliques de Saint Mesmin et de ses compagnons sont restées alors enfouies sous les décombres de la crypte où les pèlerins venaient les vénérer, et d'où il conviendrait de les dégager pour les rendre à la piété et à la reconnaissance publiques. »
 Après ce martyr, Loup se livre comme otage auprès d'Attila et permet ainsi à la ville de Troyes d'être épargnée.
Le saint est à l'origine du nom de la commune de Saint-Mesmin dans le département de l'Aube.